# Christoph Betzl
Christoph Betzl (ur. 13 lutego 1949 w Rott am Inn) – zachodnioniemiecki żużlowiec, występujący również na długim torze i na lodzie.

## Życiorys
W latach 1974–1982 ośmiokrotny finalista indywidualnych mistrzostw świata na długim torze; dwukrotny medalista tych rozgrywek: srebrny (Gornja Radgona 1981) oraz brązowy (Scheeßel 1980). Srebrny medalista indywidualnych mistrzostw RFN na długim torze (1981). Zwycięzca turniejów o "Złoty Kask" (1982) oraz "Srebrny Kask" (1982).
Na torach klasycznych – finalista mistrzostw świata par (Wrocław 1975 – VI miejsce) oraz finalista indywidualnych mistrzostw świata (Chorzów 1979 – XIV miejsce). Oprócz tego sześciokrotny (w latach 1970–1980) uczestnik eliminacji drużynowych mistrzostw świata.
W lidze niemieckiej reprezentant klubów MSC Ruhpolding (1974, 1982) oraz AC Landshut (1976–1980). Siedmiokrotny medalista drużynowych mistrzostw RFN: trzykrotnie złoty (1977, 1978, 1979), trzykrotnie srebrny (1974, 1980, 1982) oraz brązowy (1976). Czterokrotny finalista indywidualnych mistrzostw RFN. W lidze brytyjskiej wystąpił w sezonie 1975, w barwach klubu Poole Pirates.